# König-Karlmann-Gymnasium Altötting
Das König-Karlmann-Gymnasium ist ein sprachliches und naturwissenschaftlich-technologisches Gymnasium in Altötting. Es wurde 1970 gegründet und befindet sich in der Kardinal-Wartenberg-Straße 30. Es ist nach dem Karolingerkönig Karlmann benannt.

## Geschichte
In den 1960er Jahren forderten Einwohner von Altötting die Einrichtung eines naturwissenschaftlich-technologischen und sprachlichen Gymnasiums. Zu dieser Zeit gab es im Landkreis Altötting nur zwei staatliche Gymnasien: Das Kurfürst-Maximilian-Gymnasium Burghausen und das Aventinus-Gymnasium Burghausen. Mehrere Anfragen des Landkreises beim Kulturministerium in dieser Angelegenheit blieben erfolglos. So beschloss der Landkreis zusammen mit dem amtierenden Landrat Seban Dönhuber, das neue Gymnasium selbst zu errichten. Gründungsdirektor war Josef Egginger. 1970 nahmen die ersten Schüler am Unterricht des neuen Gymnasiums teil, 1979 schlossen die ersten Abiturienten ihre Schulkarriere ab. Im Jahre 1985 wurde das Gymnasium nach dem Karolingerkönig Karlmann benannt und trägt seither den Namen König-Karlmann-Gymnasium. In den Jahren 2002–2004 wurde das Hauptgebäude renoviert. Im Zuge dieser Arbeiten entstanden zwei moderne Computerräume für Multimedia-Anwendungen, in allen Unterrichtsräumen wurde ein Internetzugang eingerichtet, die Schulverwaltung wurde vernetzt. Im Zuge der Umstellung auf das achtjährige Gymnasium G8 erhielt die Schule eine Mensa mit Küche, Speisesaal und Cafeteria, die zu Beginn des Schuljahres 2006/07 eingeweiht wurde.
Im Jahr 2020 feierte die Schule ihr 50-jähriges Bestehen, während der COVID-19-Pandemie. Gegen Ende selbigen Jahres wurde durch  Statikgutachten eine nicht mehr ausreichende Standfestigkeit der über 40 Jahre alten Sporthalle des  Gymnasiums festgestellt, woraufhin mit dem Abriss begonnen wurde. Nach langen Bauarbeiten wurde Mitte 2025 an selber Stelle eine neue, moderne Dreifachturnhalle fertiggestellt. Ursprünglich war eine Inbetriebnahme bereits Anfang des Jahres geplant. Die Feierlichkeiten zum 50-jährigen Gründungsjubiläum der Schule wurden ebenfalls in diesem Jahr nachgeholt, mit einer Fahrt nach Passau inklusive einer Schifffahrt mit der gesamten Schulfamilie.

## Schulgebäude und Ausstattung
Die Schule verfügt über 32 Klassenzimmer, einen großen Sportplatz und eine Sporthalle, einen Hart- und Volleyballplatz, sowie einen Neubau für die Fachbereiche Physik und Chemie samt Klassentrakt. Die große Aula wird als Pausenraum mitgenutzt. Die Schule verfügt über eine Cafeteria Da Karlo, die mittags warme und kalte Gerichte anbietet. Des Weiteren gibt es eine Bibliothek.

## Schwerpunkte

### Digitalklassen
Seit dem Schuljahr 2021/22 gibt es am König-Karlmann-Gymnasium sogenannte Digitalklassen. Dieses Pilotprojekt wird in der 8. Klasse gestartet und kann von den Schülern gewählt werden. Im Schuljahr 2021/22 gab es 3 von 4 Digitalklassen, im folgenden Schuljahr 2022/23 waren es 4 von 4 Digitalklassen. Das Schulbuch, das die Schüler weiterhin analog erhalten, wird durch E-Book-Ausgaben ergänzt. Statt Heften wird die Notizen-Software Microsoft OneNote benutzt. Das digitale Endgerät wird im BYOD-Model selbst von den Schülern und Eltern angeschafft. Für Schüler aus finanziell schwächeren Haushalten hat der Förderverein des KKGs Geräte angeschafft.

### Sportklasse
Für Schüler, die sich besonders für Sport interessieren, gibt es eine Sportklasse. Diese erhält mehr Sportunterricht als die anderen Klassen und es wird gezielt auf Vereinsniveau trainiert. In Schulmannschaften sammeln sie Wettkampferfahrungen und am Ende der 8. Jahrgangsstufe gibt es eine Sportwoche. In Kooperation mit dem Bayerischen Landessportverband werden Lehrgänge zur Ausbildung von Clubassistenten angeboten, welche sich dann im schulischen Wahlunterricht und in Sportvereinen ehrenamtlich engagieren. Gemeinsam mit dem TV Altötting wird ein Bufdi eingesetzt, der das Sportangebot noch erweitert und auch in der Ganztagesbetreuung für sportliche Akzente sorgt.

### Einführungsklasse
Für Schüler mit Mittlerer Reife gibt es eine Einführungsklasse, welche ihnen die Möglichkeit bietet, in die gymnasiale Oberstufe einzutreten und ihr Abitur zu machen.

### Ganztagsangebot
Das König-Karlmann-Gymnasium bietet Schülern der 5. bis 8. Jahrgangsstufe die Möglichkeit der offenen sowie der gebundenen Ganztagsschule.

### Wahlunterricht
Es gibt gemäß bayrischer Stundentafel ein Angebot an Wahlunterricht und Arbeitsgemeinschaften; zum Beispiel
- Italienisch
- SMV (Schülermitverantwortung)
- AG Technik
- Mediation (Streitschlichtung)
- Chor
- Theater: eines der größten Schultheater in ganz Bayern[5]
- Umweltgruppe
- AG Soziale Verantwortung
- Tutoren
- MedienScouts[6]

### Aktionen
- Sponsorenlauf: Alle zwei Jahre führt die Schule einen Sponsorenlauf durch. Dabei erhalten die Schüler pro Runde Geld von ihren Sponsoren (Freunde und Verwandte). Das gesammelte Geld wird dann an die Organisationen CapCri, Ruas e Pracas und INGEAR gespendet.
- Projekttage
- Schullandheim der 5. Klassen (Kennenlerntage)
- Bundesjugendspiele der Unterstufe (5.–7. Jahrgangsstufe)
- Sport- und Spielefest der Mittelstufen (8.–9. Jahrgangsstufe)
- Wintersportwoche der 6. Klassen in Saalbach-Hinterglemm
- Olympische Spiele der Antike der 6. Klassen
- Schnupperpraktika der 9. Klassen
- Tage der Orientierung der 9. Klassen
- Berlinfahrt der 10. Klassen
- Teilnahme am Halbmarathon Altötting

### Wettbewerbe
- Mathematik:
  - Känguru Wettbewerb der Mathematik
  - Mathematik-Olympiade
  - Landeswettbewerb Mathematik
  - Bundeswettbewerb Mathematik
  - Internationale Mathematik Teamwettbewerb „Bolyai“
  - Mathe im Advent[7]
- Physik:
  - Jugend forscht[8]
- Informatik:
  - Informatikbiber
  - Bundeswettbewerb Informatik[9]
- Deutsch:
  - Vorlesewettbewerb
  - Literaturpreis
  - KunstWortKunst[10]

## Schüleraustausch

### USA
Seit mehr als 30 Jahren ist der USA-Austausch ein fester Bestandteil des Schullebens und des an der Schule durchgeführten Fahrtenprogramms. Die beiden Stamm-Partnerschulen Warwick High School (Lititz, PA) und die Cocalico High School (Denver, PA) befinden sich in unmittelbarer Nachbarschaft zueinander im Lancaster County im Bundesstaat Pennsylvania, etwa anderthalb Autostunden nordwestlich von Philadelphia.
Immer im Wechsel besuchen die Schüler des Gymnasiums in jedem Schuljahr eine der beiden Schulen, während die US-amerikanischen Schüler der anderen Schule im selben Schuljahr das König-Karlmann-Gymnasium besuchen. Die Gäste aus den USA werden von Schülern der 10. Jahrgangsstufe aufgenommen, im folgenden Schuljahr reisen die Gastgeber dann in der elften Jahrgangsstufe zu ihren Austauschpartnern in die USA.
In den USA stellen das Kennenlernen des dortigen Schullebens und die Unterbringung der Schüler in Gastfamilien einen Schwerpunkt und ein Highlight des Schüleraustausches dar. Programmbestandteile sind unter anderem:
- Washington DC (Besichtigung der US-Hauptstadt)
- Philadelphia (Independence Hall und Bell)
- New York City (Manhattan)
- Wausau
- Besuch der Amish-People im Lancaster County

### Frankreich
Französische Partnerschule ist seit 1978 die St. Joseph Mittelschule, die sich in der Nähe des Genfer Sees befindet. Rund 850 Schüler des Gymnasiums besuchten die Partnerschule in der Stadt Thonon-les-Bains.

## Auszeichnungen

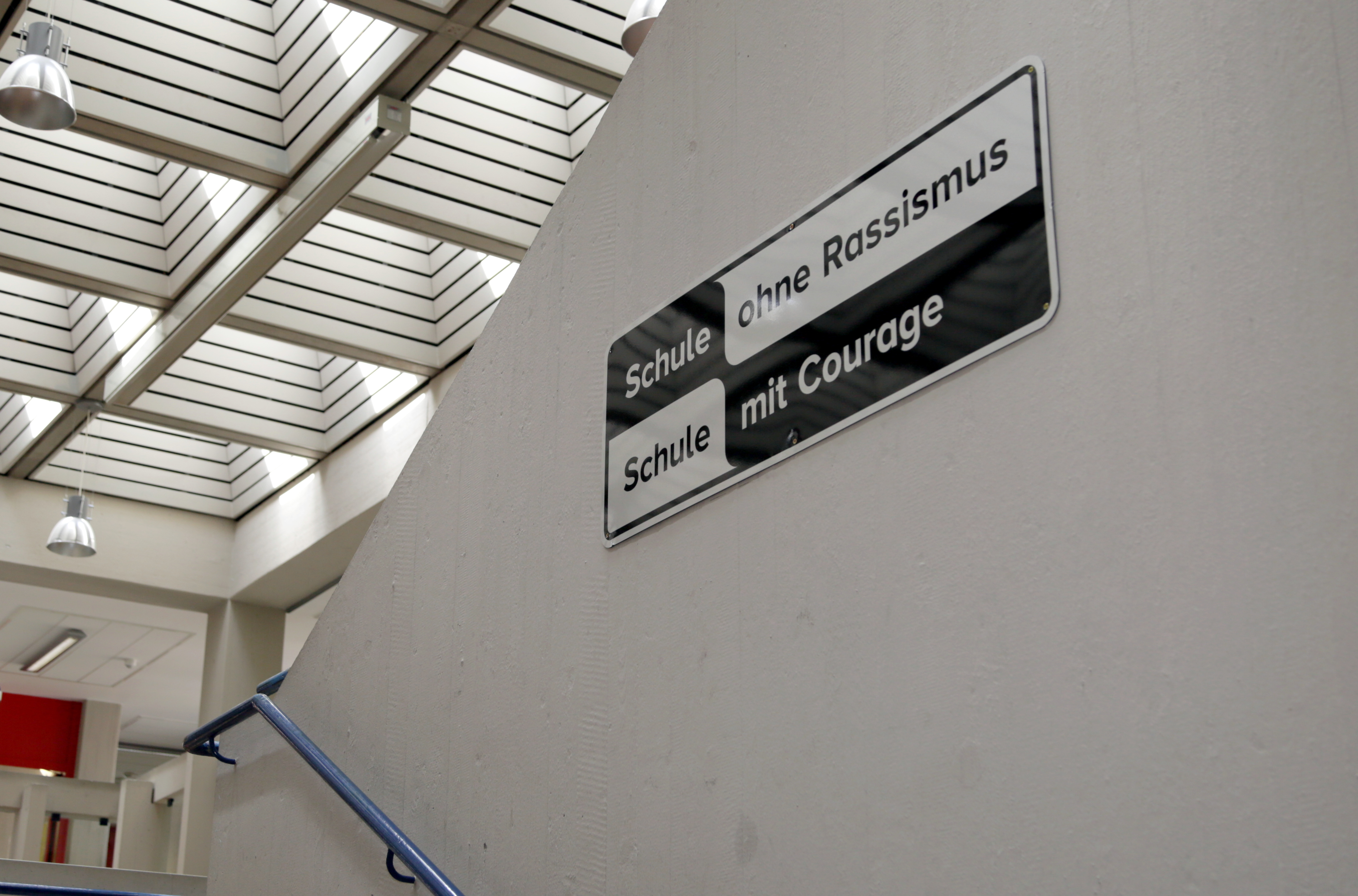
Plakette der Auszeichnung Schule ohne Rassismus – Schule mit Courage

- Die Schule wurde vom Bildungs- und Sprachattache der französischen Botschaft als DELF-Prüfungszentrum ausgezeichnet.
- Dem König-Karlmann-Gymnasium wurde 2007 der Titel Schule ohne Rassismus – Schule mit Courage verliehen. 93 % der Schulfamilie hatten vorab für diese Plakette gestimmt, 7 % wünschten diese Auszeichnung nicht. Pate des Gymnasiums ist der Kabarettist Gerhard Polt. Zentrale definierte Werte waren und sind: Respekt, Gerechtigkeit, Höflichkeit und Ehrlichkeit.

## Bekannte Personen

### Ehemalige Schüler
- Helmut Kaltenhauser (* 1961), Politiker (FDP)
- Hans-Christian Schmid (* 1965), Filmregisseur, Drehbuchautor und Filmproduzent
- Andreas Rastner (* 1968), Profi-Handballer
- Werner Rieß (* 1970), Althistoriker und Hochschullehrer
- Marisa Burger (* 1973), Schauspielerin
- Stephan Mayer (* 1973), Politiker (CSU)
- Anton Leiss-Huber (* 1980), Opernsänger und Autor
- Nik Mayr (* 1982), Schauspieler, Regisseur und Theaterleiter
- Christopher Wimmer (* 1989), Soziologe
- Bettina Wilpert (* 1989), Schriftstellerin und Journalistin
- Johannes Kühn (* 1991), Biathlet

### Lehrer
- Anton Haugeneder (* 1953), Autor